# 傑斯帕 (明尼蘇達州)
傑斯帕（英語：Jasper）是一個位於美國明尼蘇達州派普斯通縣及羅克縣的城市。

## 歷史
傑斯帕於1888年成立，因當地蘊藏豐富的碧玉礦而得名。同年設立營運至今的郵局，翌年升格為城市。

## 人口
根據2020年美國人口普查的數據，傑斯帕的面積為2.65平方千米，當中陸地面積為2.64平方千米，而水域面積為0.01平方千米。當地共有人口610人，而人口密度為每平方千米230人。